# Hemileuca ilmae
Hemileuca ilmae är en fjärilsart som beskrevs av Watson 1910. Hemileuca ilmae ingår i släktet Hemileuca och familjen påfågelsspinnare. Inga underarter finns listade i Catalogue of Life.